# Casa Branca (Moscou)

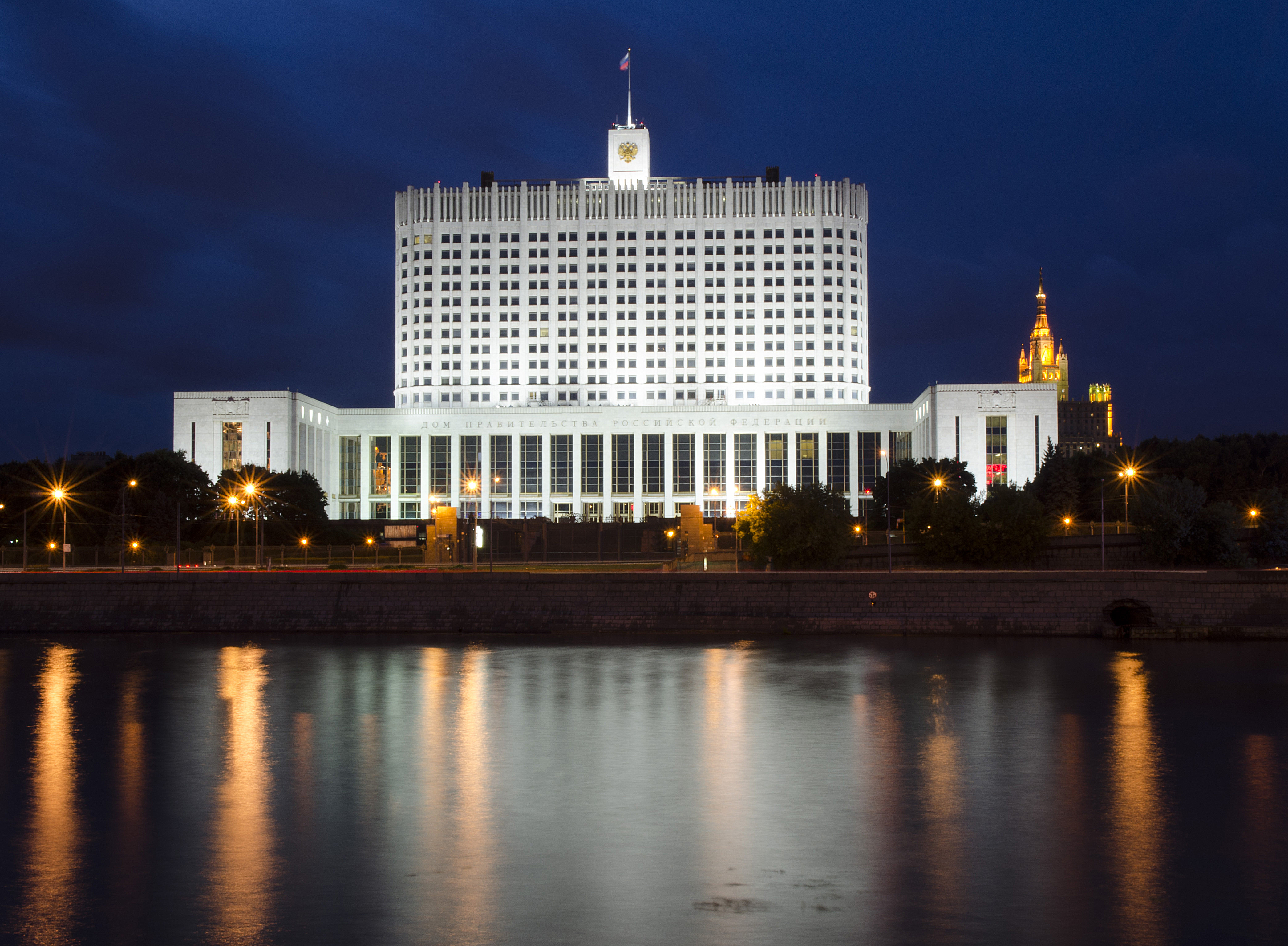
A Casa Branca de Moscou.

A Casa Branca (em russo:  Белый дом, transl. Byely dom, também conhecida como Câmara Branca para evitar confusões com a Casa Branca norte-americana) é um edifício governamental situado na capital da Rússia, Moscou. Foi projetado pelos arquitetos Dmitry Tchetchulin e P. Shteller, e sua construção, iniciada em 1965, teve fim em 1981. O projeto segue o rascunho, feito em 1934 por Tchetchulin, do edifício-sede da Aeroflot.
A Casa Branca ilustrou um selo de 50 copeques lançado em 1991, em homenagem ao golpe de estado malogrado ocorrido em 1991.
O edifício ficou danificado por algum tempo depois da crise de 1993, e as marcas negras deixadas pelo incêndio ocorrido ali se tornaram tão famosas que tornou-se uma tradição para recém-casados serem fotografados em frente à fachada danificada. O edifício também apareceu no sétimo filme da trilogia Police Academy (conhecida no Brasil como Loucademia de Polícia), Mission to Moscow.
O parlamento reformado, que passou a ser conhecido pelo título usado no período czarista de Duma, foi eleito em 1994 e passou a ter sua sede em outro edifício na mesma rua de Moscou, Okhotny Ryad. 
A Casa Branca, já reformada, agora abriga a sede do governo russo, bem como o gabinete do primeiro-ministro do país.